# هنر به منزله تجربه
هنر به منزله تجربه کتابی از جان دیویی در حوزه زیبایی‌شناسی است که در سال ۱۹۳۴ منتشر شد. ترجمه فارسی این کتاب از مسعود علیا را انتشارات ققنوس منتشر کرده‌است.
جان دیویی درباره این کتاب نوشته است: «در زمستان و بهار ۱۹۳۱ از من دعوت کردند که در ۱۰ جلسه سلسله درس‌گفتارهایی را در دانشگاه هاروارد ایراد کنم. موضوع منتخب، فلسفه هنر بود. این درس‌گفتارها اصل و اساس کتاب حاضرند. کرسی درس‌گفتارها به یاد ویلیام جیمز تاسیس شده بود و من این را افتخاری بزرگ می‌دانم که کتاب حاضر، حتی غیرمستقیم پیوند با نام نامی او داشته باشد.»